# Sławomir Mazurkiewicz
Sławomir Mazurkiewicz (ur. 3 lipca 1939 w Łodzi, zm. 29 marca 2020 tamże) – polski tancerz, choreograf i pedagog, związany m.in. z Zespołem Tańca Ludowego „Harnam” oraz Państwową Szkołą Baletową w Łodzi.

## Życiorys
W wieku 14 lat został tancerzem Zespołu Tańca Ludowego „Harnam”. Później został również prowadzącym zajęcia grup dziecięcych i młodzieżowych. W 1964 roku ukończył Studium taneczne III stopnia działające przy Ministerstwie Kultury i Sztuki. W 1968 roku został asystentem choreografa ZTL „Harnam” – Jadwigi Hryniewieckiej, a po jej przejściu na emeryturę w 1978 roku głównym choreografem. W tym czasie ułożył ponad 25 choreografii dla różnych grup wiekowych, w tym ponad 10 dla grupy reprezentacyjnej. On też opracował układ do sceny tańca żołnierzy w jugosłowiańskich górach w filmie Jak rozpętałem drugą wojnę światową (1969). Stanowisko kierownika artystycznego Zespołu Tańca Ludowego „Harnam” pełnił w latach 1979–1990. W 1990 roku przekazał kierownictwo artystyczne nad Zespołem Tańca Ludowego „Harnam” Marii Kryńskiej.
Poza działalnością w Zespole Tańca Ludowego „Harnam” współpracował z licznymi instytucjami w Polsce i za granicą. Był pedagogiem tańca ludowego i charakterystycznego w Państwowej Szkole Baletowej w Łodzi, prowadził zajęcia z tańców narodowych, ludowych i charakterystycznych w PWSFTviT w Łodzi. Tworzył choreografie dla teatrów m.in. w Łodzi, Częstochowie, Toruniu, Wrocławiu, Szczecinie i dla Teatru Polskiego w Sydney, a także dla zespołów ludowych w Polsce i za granicą . Był wykładowcą Studium Folklorystycznego dla Instruktorów Zespołów Polonijnych przy UMCS w Lublinie oraz 4-letniego Polonijnego Studium Choreograficznego prowadzonego przez Rzeszowski Oddział Stowarzyszenia „Wspólnota Polska”. Był jurorem na międzynarodowych festiwalach folklorystycznych w Polsce, Niemczech, Francji, Australii, Ameryce i na Węgrzech, a także z ramienia Stowarzyszenia „Wspólnota Polska” konsultantem zespołów polonijnych w Stanach Zjednoczonych, Kanadzie, Wielkiej Brytanii, Belgii, Francji i na Litwie.
W 2008 roku wrócił do Zespołu Tańca Ludowego „Harnam”, ponownie jako choreograf i kierownik artystyczny, którym był przez kolejne dwa lata. W 2010 roku został konsultantem merytorycznym, zaś kierownictwo artystyczne przejął Kazimierz Knol.
Zmarł 29 marca 2020 roku. Został pochowany na cmentarzu komunalnym na Dołach.

## Nagrody i odznaczenia
- Krzyż Kawalerski Orderu Odrodzenia Polski (1987)[1],
- Złoty Krzyż Zasługi (1973)[1],
- Srebrny Krzyż Zasługi (1962)[1],
- Odznaka „Zasłużony Działacz Kultury” (1982)[1],
- Honorowa Odznaka Miasta Łodzi (1978)[1][14],
- Dyplom Towarzystwa Łączności z Polonią Zagraniczną „Polonia” (1978 i 1984)[1].